# Jewgienij Papierny
Jewgienij Wasiljewicz Papierny (ros. Евге́ний Васи́льевич Па́перный; ukr. Євген Васильович Паперний; ur. 3 września 1950) – ukraiński aktor filmowy i głosowy.

## Wybrana filmografia

### filmy animowane
- 1976-1979: Przygody kapitana Załganowa
- 1978: Pierwsza zima
- 1981: Alicja w Krainie Czarów jako Czerwony Walet
- 1982: Alicja po drugiej stronie lustra jako Czarny Rycerz
- 1988: Wyspa skarbów jako Doktor Livesey

## Odznaczenia
- Ludowy Artysta Ukrainy (1992)
- Zasłużony Artysta Ukraińskiej SRR (1983)